# Kay Medford
Kay Medford, född Margaret Kathleen Regan 14 september 1919 i New York, död 10 april 1980 i samma stad, var en amerikansk skådespelerska och musikalartist.

## Roller i urval
- 1942 – Slumpens skördar (ej krediterad)
- 1957 – Ett ansikte i mängden
- 1960 – Inte för pengar...
- 1960 – Rum att hyra
- 1965 – En skön galenskap
- 1967 – The Carol Burnett Show (TV-serie) (1 avsnitt)
- 1968 – Funny Girl
- 1970–1973 – The Dean Martin Show (TV-serie) (3 säsonger)
- 1977 – Det bränns farsan
- 1980 – Mannen i mörkret